# Йенер, Ханде
Ханде Йенер (тур. Hande Yener; род. 12 января 1973, Стамбул) — турецкая певица и автор песен. Она внесла новый оригинальный стиль в турецкую поп-музыку и по этой причине очень быстро стала одной из самых популярных певиц Турции.

## Биография
Ханде Йенер родилась в Кадыкёй, Стамбул. Поступила в среднюю школу для девочек Эренкёй, когда её семья не разрешила ей ходить в консерваторию после средней школы, но она бросила эту школу на втором курсе и вышла замуж. От этого брака родился сын Чагын Кулачоглу (р. 1990). 

## Карьера
Её карьера, как и у многих популярных турецких певцов, началась со знакомства с Сезен Аксу. Они познакомились в 1992 году в универмаге, где Ханде работала продавщицей. Вскоре Сезен взяла Ханде в свою группу в качестве бэк-вокалистки, кроме этого она была ассистенткой Аксу.
Свой дебютный альбом Ханде выпустила в 2000 году под названием «Senden ibaret» (Всё о тебе). Второй альбом «Sen Yoluna Ben Yoluma» был выпущен в 2001 году с таким хитом как Sen Yoluna Ben Yoluma.
Позже в 2004 году Ханде выпустила свой третий альбом «Aşk Kadın Ruhundan Anlamıyor», на котором было шесть хитов и которое принесло кое-какую международную известность Ханде. Несмотря на этот успех, Ханде Йенер решила, что ей нужно поменять свой имидж и в 2006 году выпустила свой новый альбом в стиле европоп и поменяла свой внешний вид подстать названию альбома «Apayri» (Совершенно другая). 10 мая 2007 года Ханде выпустила пятый альбом, «Nasıl Delirdim».

## Дискография
- Senden İbaret (2000)
- Sen Yoluna... Ben Yoluma... (2002)
- Aşk Kadın Ruhundan Anlamıyor (2004)
- Apayrı (2006)
- Nasıl Delirdim? (2007)
- Hipnoz (2008)
- Hayrola? (2009)
- Hande'ye Neler Oluyor? (2010)
- Teşekkürler (2011)
- Kraliçe (2012)
- Mükemmel (2014)
- Hepsi Hit (2016)
- Carpe Diem (2020)